# Hertfordshire
Hertfordshire (pronunciat /ˈhɑːrtfərdʃɪər) i abreujat Herts, és un comtat situat a l'interior d'Anglaterra, al Regne Unit. Pertany a la regió administrativa de l'est. Ocupa una àrea de 1.643 km². La seva capital és Hertford.
El comtat està al nord del Gran Londres i part de Hertfordshire forma part del cinturó londinenc. A l'est limita amb Essex, a l'oest amb Buckinghamshire i al nord amb Bedfordshire i Cambridgeshire.
Els límits geogràfics coincideixen aproximadament amb les conques hidrogràfiques dels rius Coln i Lea, ambdós amb trajectòria cap al sud. A la zona del nord i de l'est està el relleu més elevat, que assoleix els 240m a la vila de Tring, i és part dels Chilterns. Una part del territori pertany al cinturó verd que protegeix la capital del país i la resta s'aprofita per a ús agrícola. Els productes principals de la seva economia són: els cereals i els lactis, encara que també són importants la indústria lleugera, les editorials i els estudis de cinema. Les flors que es cultiven es comercialitzen en altres mercats, sobretot a Londres. El lema del comtat és "Trust and fear not" («Confia i no temis»).

## Geografia
Hertfordshire és el comtat immediatament al nord de Londres i forma part de la regió Est d'Anglaterra. Cap a l'est està Essex, cap a l'oest Buckinghamshire i cap al nord estan Bedfordshire i Cambridgeshire.
El punt més elevat de la geografia de Hertfordshire està a 245 msnm, en una sendera de llarga distància anomenada Ridgeway, en el límit de Hastoe, un llogaret de la vila de Tring, a prop de Drayton Beauchamp, Buckinghamshire.
Les roques que configuren Hertfordshire pertanyen a la gran sinclinal de poca fondària que és la conca de Londres. El basament d'aquesta conca s'enfonsa en direcció sud-est cap al punt més baix de la sinclinal, gairebé sota el riu Tàmesi. Les formacions més importants són les roques de creta que estan exposades en la superfície al nord i a l'oest de la contrada, les quals formen els Chilterns i l'anomenada argila de Londres, que és de formació més recent, en l'Eocè, que ocupa la part sud del territori. La banda oest va estar ocupada per una glacera duran l'edat del gel i té una capa superficial de depòsits argilosos d'aquella època.

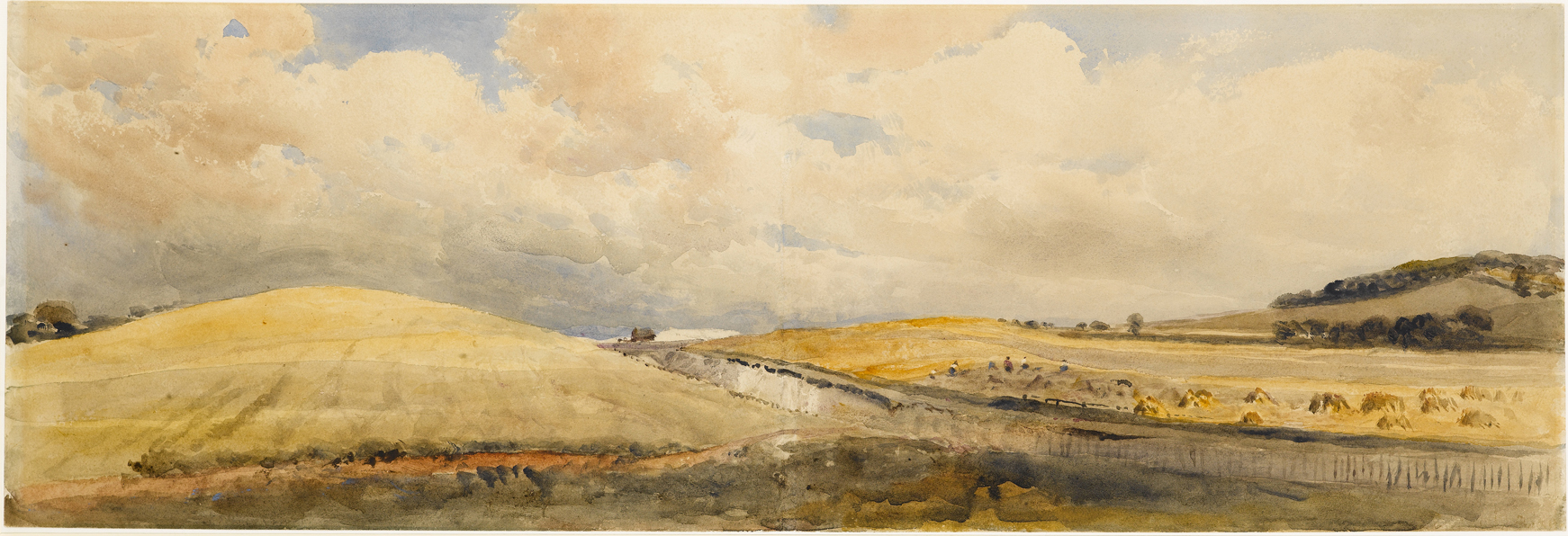
Camps de panís a la rodalia de l'estació de Tring, pintura de Peter De Wint, que retrata l'ambient camperol de Hertfordshire el 1847, amb l'estació de ferrocarril al fons.

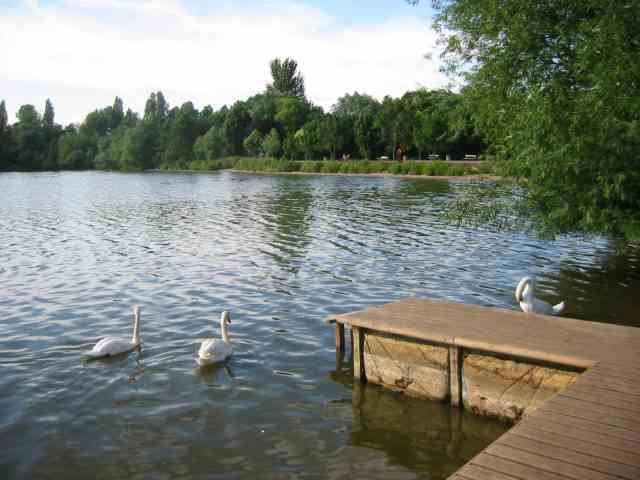
Llac Bury, en la reserva natural de Rickmansworth.

Les àrees construïdes no han fet malbé el paisatge natural, que en el passat estava explotat per a ús agrícola. Les aigües netes dels seus rius i el tipus de terreny van ser la base del conreu del creixen, ara abandonat.
En el comtat hi ha canteres que extreuen la grava i la sorra, sobretot a l'àrea de St Albans. En el passat l'argila s'aprofitava per a fer maons i encara es fa a Bovingdon. La roca de creta, que és un material molt porós ha servit com a aqüífer per proveir d'aigua potable dins i fora del comtat. Però també la creta, que és de color blanc, s'ha emprat com a revestiment en la construcció i, aplicant-li foc i triturada, es fa servir per fertilitzar camps de conreu. Tanmateix, les galeries produïdes per l'extracció d'aquest material ha ocasionat alguns inesperats esfondraments.
A la població de Ware es va construir un canal, el New River, que porta les aigües del riu Lea fins a Londres, per abastar aquesta ciutat d'aigua potable. La iniciativa va ser de Hugh Myddleton i les obres van estar enllestides el 1613. Altres rius del comtat, encara que petits, són el suport d'indústries com els fàbriques de paper Nash Mills.
Hertfordshire és l'hàbitat d'una gran varietat de flora i fauna. Un ocell comú al comtat és la cornella emmantellada, que dona nom al diari Royston Crow, publicat a la ciutat de Royston. La flor de pasqua és característica d'aquest paisatge.

## Història
Hertfordshire era l'àrea que la fortalesa construïda a Hertford havia de defensar, un territori assignat durant el regnat d'Eduard el Vell l'any 913. La paraula Hertford procedeix de l'expressió anglosaxona heort ford, que vol dir «el gual on es troben cérvols».. És per això que el cérvol forma part dels emblemes d'aquest comtat. El nom del comtat ja apareix escrit en la Crònica anglosaxona de l'any 1011.
Hi ha proves de presència humana vivint a Hertfordshire des del mesolític. Els primers conreus daten del Neolític i els primers assentaments permanents es van produir durant l'edat del bronze, fet que va anar seguit de la identificació d'algunes tribus amb aquest territori com a propi durant l'edat del ferro.
Amb la conquesta romana de l'illa, l'any 43, la tribu autòctona dels catuvel·launs van ser sotmesos i aviat es van adaptar al mode de vida romà. Com a resultat, es van crear noves ciutats com Verulàmium, on l'any 293 es produiria el primer martiri en terres britàniques. Albà, un soldat romanobrità, es va convertir al cristianisme quan encara no era una religió acceptada i li van tallar el cap en un turó anomenat Holywell Hill. La creu del seu martiri sobre fons blau està representada en la bandera del comtat i en l'escut heràldic.
Quan les legions romanes van abandonar el país a començaments del segle v, aquest territori va ser envaït i colonitzat pels anglosaxons. Al segle vi la major part del que ara és Hertfordshire era territori del regne dels saxons de l'est, Essex. Aquest regne va deixar d'existir al segle ix i els territoris de Hertfordshire van passar a formar part del regne dels angles de l'oest, Mèrcia. La regió finalment va ser considerada un comtat anglès, quan es van fusionar els diversos regnes al segle x.
Un segle després, Guillem el Conqueridor, després de la batalla de Hastings avançava per Berkhamsted, quan l'abat de St Albà li va tallar el pas posant uns troncs en el camí. Guillem va baixar del cavall per dialogar i convèncer els representants del clergat les seves intencions de ser un bon rei. Des d'allà es va adreçar a Londres per guanyar-se els nobles de la ciutat i es va fer coronar a Westminster.
Els normands van instal·lar castells, un dels quals a Bishop's Stortford i el rei va establir dues residències al comtat: a Berkhamsted i a King's Langley, un lloc estratègic entre Londres i Berkhamsted.

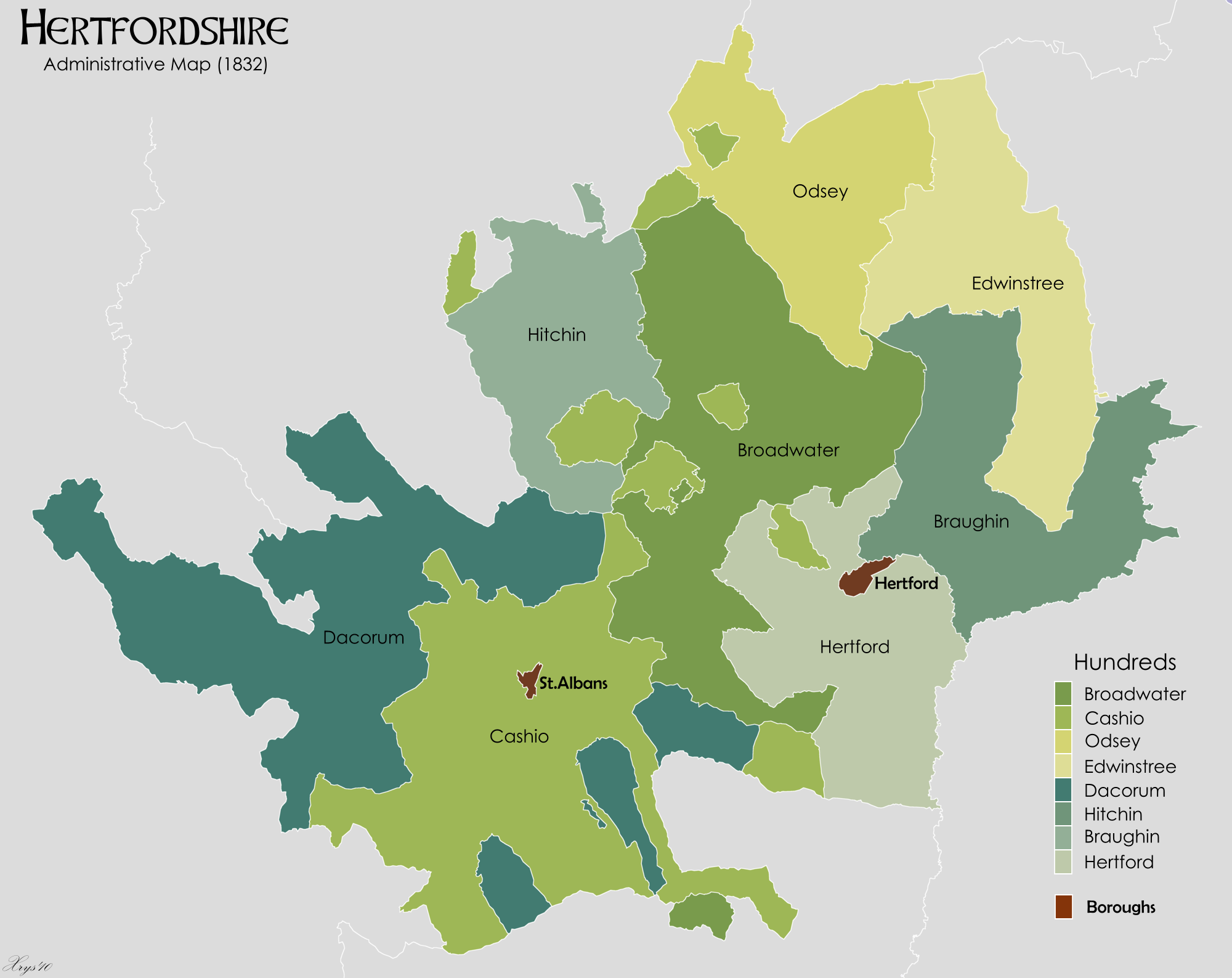
Els hundreds de Hertfordshire.

Al Domesday Book consta que hi havia nou hundreds:
- Braughing
- Broadwater
- Cashio[a]
- Dacorum
- Danais[b]
- Edwintree
- Hertford
- Hitchin[21]
- Odsey
- Tring [c]

Amb el pas dels anys la ciutat de Londres va anar creixent i ocupant més territori i Hertfordshire va quedar més proper a la capital anglesa. Molta part del territori eren finques que pertanyien a la noblesa, aquest patronatge va ajudar a mantenir un seu aspecte cuidat i a millorar l'economia. Però el gran canvi en Hertfordshire va arribar amb la revolució industrial que va propiciar un espectacular augment demogràfic. El 1903, Letchworth va ser la primera ciutat del món en seguir l'estil urbanístic anomenat ciutat jardí i Stevenage va ser la primera ciutat transformada per la llei de noves ciutats del 1946.
Les fronteres actuals del comtat van quedar més o menys fixades amb la llei del 1844, que va eliminar unes petites porcions. Aquesta llei va ser modificada el 1965, en aplicació de la llei de l'administració de Londres del 1963, que va abolir dos districtes: East Barnet i Barnet, els quals van ser transferits a Londres (Barnet). El districte de Potters Bar, que era del comtat de Middlesex va ser transferit a Hertfordshire.
El comtat està dividit en 10 districtes: Broxbourne, Dacorum, East Hertfordshire, Hertsmere, North Hetfordshire, St Albans, Stebvenage, Three Rivers, Welwyn Hatfield, Watford.

## Població

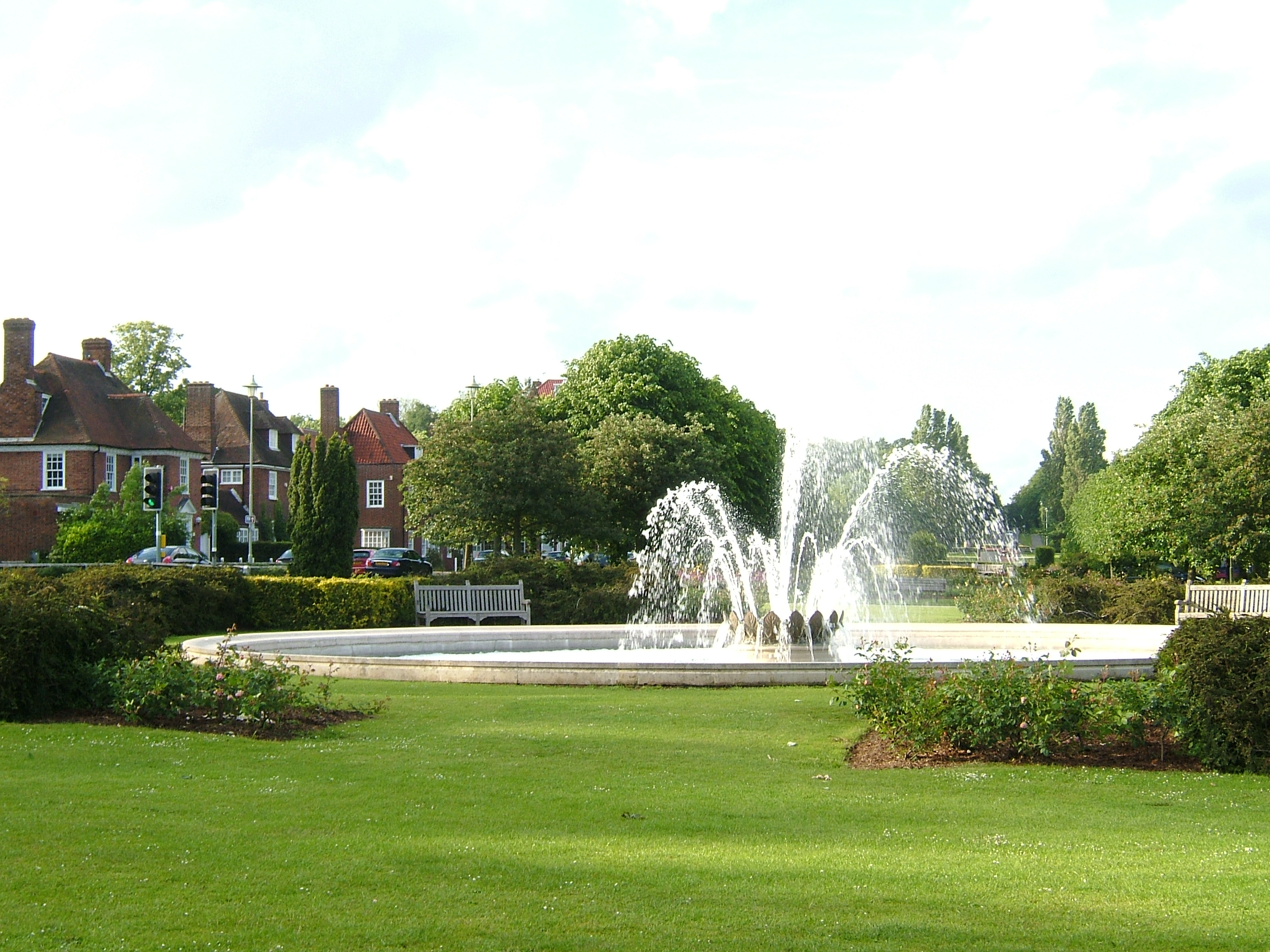
Welwyn Garden City.

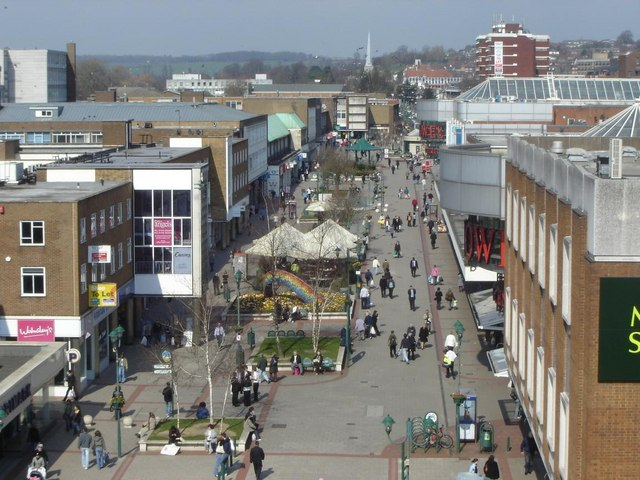
Hemel Hempstead.

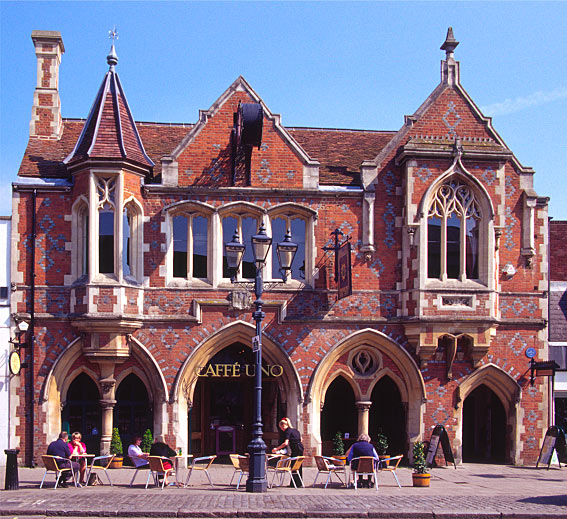
Ajuntament de Beckhamstede.

La majoria són ciutats grans, que no estan densament poblades ja els edificis estan distanciats entre els grans espais a camp obert que posseeixen. La capital, Hertford, és una ciutat de mida mitjana comparada amb la més gran del comtat Watford (131.982 hab), o amb la menys poblada, Butingford (4.948 hab). Hi ha una important minoria de la població, en tots els districtes del comtat, que es desplacen diàriament a treballar a Londres, ciutat amb la qual hi ha bones comunicacions. La següent llista mostra les poblacions amb més habitants segons el cens del 2011:
- Watford (131.982 hab)
- Hemel Hempstead (94.932 hab)
- Stevenage (89.663 hab)
- Saint Albans (Hertfordshire) (82.146 hab)
- Welwyn Garden City (48.380 hab)
- Cheshunt (45.832 hab)
- Hoddesdon (42.253 hab)
- Bishop's Stortford (37.838 hab)
- Hatfield (37.577 hab)
- Borehamwood (35.489 hab)
- Hitchin (34.266 hab)
- Letchworth (33.249 hab)
- Harpenden (30.240 hab)
- Hertford (26.658 hab)

## Economia

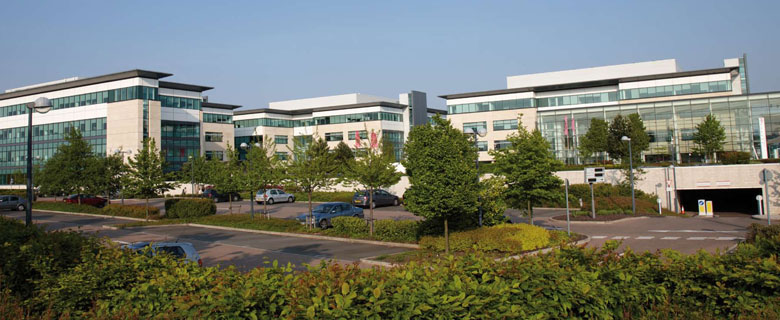
Un dels edificis del Hatfield Business Park, actualment seu de l'empresa EE Limited.

Aquesta taula mostra l'aportació de Hertfordshire al producte interior brut regional per sectors, amb valors expressats en milions de lliures esterlines. La suma dels parcials pot no coincidir amb el valor total degut als arrodoniments. Com es pot veure, la pagesia fa una aportació minoritària comparada amb el sector de serveis en el qual estan les grans companyies aeronàutiques i del cinema.
| any  | valor afegit brut regional | sector primari | sector secundari | sector terciari |
| ---- | -------------------------- | -------------- | ---------------- | --------------- |
| 1995 | 11.742                     | 96             | 3.292            | 8.354           |
| 2000 | 18.370                     | 77             | 4.138            | 14.155          |
| 2003 | 20.937                     | 82             | 4.348            | 16.507          |

Des de la dècada del 1920 fins a finals dels 1980, a la ciutat de Borehamwood va haver un gran conjunt d'edificis per al cinema, entre els quals estaven els estudis de la MGM-British. Aquí es van produir moltes pel·lícules famoses com les tres primeres de la saga Star Wars (IV, V i VI). Aquests estudis generalment feien servir el nom d'Elstree, el poble del costat. El director americà Stanley Kubrick no tan sols li agradava filmar en aquests estudis sinó que va viure en aquesta zona fins a la seva mort. Uns altres estudis són els Leavesden Film Studios situats a l'aeròdrom de Leavesden, al nord de Watford, on es van rodar la saga de Harry Potter i Goldeneye, una de les pel·lícules de James Bond. A Leavesden també estan els estudis de Warner Bros..
A Hertfordshire estan les oficines de moltes companyies grans. A Hemel Hempstead estan les de l'empresa de botigues DSG International; a Welwyn Garden City estan les de Tesco (alimentació) i les de Roche UK subsidiària de la farmacèutica suïssa Hoffman-La Roche. A Kings Lanley estan les de Cereal Partners (alimentació), Pure (electrònica) i Digital Audio Broadcasting (ràdio). A Watfod està Wetherspoons (una cadena de bars). A Rickmansworth està Skanska (construcció). L'empresa farmacèutica GlaxoSmithKline té fàbriques a Ware i a Stevenage. Hatfield està relacionada amb la indústria aeronàutica, i és on l'empresa Havilland va crear el primer jet comercial, batejat amb el nom de Comet; ara el lloc l'ocupa el campus de la Universitat de Hertfordshire i un viver d'empreses que dona molts llocs de treball, per exemple estan les oficines de EE (telefonia i internet), Computacenter (serveis informàtics) i Ocado (supermercats). A Stevenage hi ha una subsidiària de BAE Systems (seguretat i aeroports) i Finmeccanica, MBDA (fabricant de míssils). A la mateixa ciutat, l'empresa Airbus Defence and Space fa satèl·lits. A Saint Albans estan les oficines de l'associació farmacèutica nacional.